# 나카노 유타
나카노 유타(일본어: 中野 裕太, 1989년 8월 30일 ~ )는 일본의 전 축구 선수이다.

## 구단 경력
과거 요코하마 FC, 파지아노 오카야마에서 활동하였다.